# Marcilly-et-Dracy
 Marcilly-et-Dracy  là một xã thuộc tỉnh Côte-d'Or trong vùng Bourgogne-Franche-Comté miền đông nước Pháp.